# Reforma Taika
Reforma Taika (jap. 大化の改新 taika no kaishin; "Reforma Wielkich Zmian") - zestaw doktryn i reform, dotyczących przede wszystkim sposobu podziału i zarządzania ziemią. Ich wprowadzanie w życie rozpoczął cesarz Kōtoku w 646 r., wkrótce po pokonaniu rodu Soga, którego członkowie w ówczesnym czasie prezentowali poglądy konserwatywne. 
Za początek wprowadzenia reform Taika uważa się odsunięcie od władzy rodu Soga. Dokonało się to za pomocą udanego zamachu na życie Sogi no Irukiego, za którym stała koalicja, na czele z księciem Naka no Ōe - przyszłym cesarzem Tenji - oraz Nakatomim no Kamatarim.
Reforma bazowała na ideałach i filozofii konfucjańskiej, przede wszystkim zaś na koncepcji równego podziału ziemi. Prawdziwym jej celem było zwiększenie centralizacji państwa i wzmocnienie roli dworu cesarskiego kosztem rodów arystokratycznych klanów japońskich.
Reforma zapowiadała zniesienie rodowej własności ziemi, rodowej własności magazynów ryżowych, kontroli na "be" przez arystokrację rodową, budowę stałej stolicy (dotąd ród rezydował w Asuce, a stolica była niestała), wprowadzenie podziału terytorialnego niezależnego od dotychczasowych posiadłości rodowych, ustalenie służb drogowych, przejść górskich, przepraw przez rzeki oraz zbudowanie fortyfikacji granicznych, rejestr ludności i nadziałów ziemi, obalenie dotychczasowego systemu danin oraz zniesienie pracy przymusowej na rzecz arystokracji rodowej.
Reforma Taika trwała od 646-702 r. i miała także na celu przekształcenie Yamato na dwór chiński. 
W wyniku reformy:
- arystokracja traci na zniesieniu prywatnej własności ziemi i kontroli nad "be", ale zyskuje na kształcącej się hierarchii urzędniczej; w Chinach każdy człowiek, bez względu na pochodzenie mógł aspirować do szkolenia urzędników, lecz w Japonii najwyższe urzędy administracji centralnej zostały zmonopolizowane (cesarz Tenmu - edykt);
- podział administracyjny następuje jednak według posiadłości, które pokrywały się w większości z dawnym podziałem (podział na prowincje kuni lub koku);
- teoretycznie każdy osobnik powyżej 6 lat powinien otrzymać przydział ziemi uprawnej (kubunden - "ziemia przydzielona na gębę"); system ten nazywał się systemem nadziałów handensei, a rejestry miały być korygowane o 6 lat; ziemie otrzymywali także niewolnicy, a ziemie kubunden nie zawsze były związane terytorialnie z domostwem użytkownika (dlatego najczęściej chciano wydzierżawiać ziemie);
- w życie wszedł nowy system podatkowy, gdzie podatek nie był wysoki - 3-5% plonów, ale prace przymusowe stawały się nieznośnym ciężarem i powodowały masowe ucieczki z ziem.